# مرمرماهی
مرمرماهی (نام علمی: Aplodactylus) نام یک سرده از زیرراسته سوف‌ماهی‌شکلیان است.